# 灰飞虱属
灰飞虱属（学名：Laodelphax）为稻蝨科的一个属。

## 下属物种
本属包括以下物种：
- 水稻灰飞虱 Laodelphax striatellus (Fallén, 1826)
- Laodelphax truncata Surya & Singh, 1980-01